# Министър на търговията и земеделието на България
Министърът на търговията и земеделието на България е член на правителството, т.е. на изпълнителната власт (кабинета) и ръководи и координира търговията и земеделието в страната. Избиран е от парламента или се назначава от държавния глава на България.

## Министри
Списъкът на министрите на търговията и земеделието е подреден по ред на правителство.

### Министър на търговията и земеделието (1893–1911)
| правителство | име                  | дати                                | партия                          | партия |
| ------------ | -------------------- | ----------------------------------- | ------------------------------- | ------ |
| 15           | Панайот Славков      | 19 ноември 1893 – 19 май 1894       | Народнолиберална партия         |        |
| 16           | Димитър Тончев       | 19 май 1894 – 2 октомври 1894       | Либерална партия (радослависти) |        |
| 16           | Иван Евстатиев Гешов | 2 октомври 1894 – 9 декември 1894   | Народна партия                  |        |
| 17           | Иван Евстатиев Гешов | 9 декември 1894 – 10 февруари 1896  | Народна партия                  |        |
| 17           | Григор Начович       | 10 февруари 1896 – 31 юли 1896      | Народна партия                  |        |
| 17           | Иван Евстатиев Гешов | 31 юли 1896 – 26 август 1897        | Народна партия                  |        |
| 17           | Константин Величков  | 26 август 1897 – 23 ноември 1898    | Народна партия                  |        |
| 17           | Найден Бенев         | 23 ноември 1898 – 18 януари 1899    | Народна партия                  |        |
| 18           | Григор Начович       | 19 януари 1899 – 1 октомври 1899    | Либерална партия (радослависти) |        |
| 19           | Григор Начович       | 1 октомври 1899 – 8 септември 1900  | Либерална партия (радослависти) |        |
| 19           | Йов Титоров          | 8 септември 1900 – 27 ноември 1900  | Либерална партия (радослависти) |        |
| 20           | Йов Титоров          | 27 ноември 1900 – 12 януари 1901    | Либерална партия (радослависти) |        |
| 21           | Петър Данчов         | 12 януари 1901 – 20 февруари 1901   | безпартиен                      |        |
| 22           | Александър Людсканов | 20 февруари 1901 – 21 декември 1901 | Прогресивнолиберална партия     |        |
| 23           | Александър Людсканов | 22 декември 1901 – 9 март 1902      | Прогресивнолиберална партия     |        |
| 23           | Петър Абрашев        | 9 март 1902 – 4 ноември 1902        | Прогресивнолиберална партия     |        |
| 24           | Петър Абрашев        | 4 ноември 1902 – 18 март 1903       | Прогресивнолиберална партия     |        |
| 25           | Петър Абрашев        | 18 март 1903 – 6 май 1903           | Прогресивнолиберална партия     |        |
| 26           | Димитър Попов        | 6 май 1903 – 24 август 1903         | Народнолиберална партия         |        |
| 26           | Никола Генадиев      | 24 август 1903 – 22 октомври 1906   | Народнолиберална партия         |        |
| 27           | Никола Генадиев      | 23 октомври 1906 – 26 февруари 1907 | Народнолиберална партия         |        |
| 28           | Никола Генадиев      | 27 февруари 1907 – 3 март 1907      | Народнолиберална партия         |        |
| 29           | Никола Генадиев      | 3 март 1907 – 16 януари 1908        | Народнолиберална партия         |        |
| 30           | Андрей Ляпчев        | 16 януари 1908 – 5 септември 1910   | Демократическа партия           |        |
| 31           | Тодор Кръстев        | 5 септември 1910 – 16 март 1911     | Демократическа партия           |        |
| 32           | Димитър Христов      | 16 март 1911 – 11 юли 1911          | Прогресивнолиберална партия     |        |